# Sergio Navarro Ramírez
 Sergio Navarro Ramírez (Marbella, 1992) es un filólogo y poeta español.

## Biografía
Sergio Navarro nació en Marbella, provincia de Málaga, donde residió hasta que se trasladó para estudiar a la Universidad de Navarra. Allí obtuvo un doble grado en Filología hispánica y Comunicación audiovisual y es máster en Literatura comparada por la Universidad de Cambridge. Aunque ha trabajado como autor desde distintos géneros, Sergio Navarro se ha reconocido siempre como poeta. Así en 2014 ganó el Premio Emilio Alfaro Hardisson de Poesía de San Cristóbal de La Laguna con su primer poemario, Telarañas, que gracias al galardón pudo publicar en 2015; en 2016 ganó el Premio Adonáis de poesía con su segunda obra, La lucha por el vuelo (Ediciones Rialp, 2017) y dos años más tarde, en 2018, ganó la décima edición del Premio de Poesía Joven de Radio Nacional de España para menores de 30 años con La imagen imposible (Pre-textos, en curso).
Sergio Navarro reside becado en la Fundación Antonio Gala desde 2016 para la creación de un nuevo poemario, un proyecto donde tratará lo que «supone un intento de comprender por qué utilizamos las distintas formas líricas en las que nos expresamos, indagando en lo que cada forma aporta a nuestra manera de mirar las experiencias vividas que el poema representa». De su obra, el jurado del premio Adonáis destacó «su contemplativa y serena mirada sobre la naturaleza, sustentada en una fluida e intensa musicalidad»; en La imagen imposible se subrayó su «búsqueda de lo trascendental a través de lo cotidiano».